# Investigation criminelle
Pour les articles homonymes, voir Vice Squad.
Pour plus de détails, voir Fiche technique et Distribution.
Investigation criminelle (Vice Squad) est un film américain réalisé par Arnold Laven, sorti en 1953.

## Fiche technique
- Titre : Investigation criminelle
- Titre original : Vice Squad
- Réalisateur : Arnold Laven
- Scénario : Lawrence Roman d'après le roman Harness Bull de Leslie T. White
- Photographie : Joseph F. Biroc
- Montage : Arthur H. Nadel
- Musique : Herschel Burke Gilbert
- Direction artistique : Carroll Clark
- Décorateur de plateau : Raymond Boltz Jr.
- Costumes : Norma Koch
- Producteurs : Arthur Gardner, Jules V. Levy et Sol Lesser (non crédité)
- Société de production : Gramercy Pictures, Sequoia Pictures et Sol Lesser Productions
- Distribution : United Artists
- Durée : 87 minutes
- Couleur : Noir et blanc - 35 mm - 1,37:1 - Son : Mono (Western Electric Recording)
- Genre : film noir, drame
- Dates de sortie :
  - États-Unis : 18 juillet 1953  (Los Angeles)
  - États-Unis : 31 juillet 1953 (sortie nationale)
  - France : 23 octobre 1953

## Distribution
- Edward G. Robinson : le capitaine Barnaby
- Paulette Goddard : Mona Ross
- K.T. Stevens : Ginny
- Porter Hall : Jack Hartrampf
- Edward Binns : Al Barkis
- Adam Williams : Marty Kusalich
- Barry Kelley : Dwight Foreman
- Jay Adler : Frankie Pierce
- Harlan Warde : le détective Lacey
- Mary Ellen Kay : Carol Lawson
- Lee Van Cleef : Pete Monte
- Lewis Martin : le lieutenant de police Ed Chisolm
- Joan Vohs : Vickie Webb
- Dan Riss : le lieutenant Bob Imlay

Acteurs non crédités
- Murray Alper : un policier
- Mickey Knox : un policier